# II WO Buh
II WO Buh – okręg wojskowy (WO) Ukraińskiej Powstańczej Armii nr 2, wchodzący w skład Grupy Operacyjnej UPA-Zachód. Teren okręgu obejmował obwód lwowski.

## Dowództwo Okręgu
Dowódcą Okręgu był w latach 1943-1944 Ostap Łynda „Jarema”, w latach 1944–1946 Wasyl Łewkowycz „Woronyj”. W 1945 do Okręgu dołączono okręg I WO Baszta. W latach 1947–1948 dowódcą Okręgu był „Czerweń”, a w latach 1949-1950 „Łewadnyj”.
Szefem sztabu Okręgu był w latach 1943–1945 Myrosław Onyszkewycz „Orest”, a w latach 1945–1946 „Arkas”.

## Podział Okręgu
W 1944 Okręg Wojskowy był podzielony na okręgi: lwowski (21), złoczowski (22), sokalski (23), rawski (24), chełmski (25). W listopadzie 1944 Okręg podzielono na Odcinki Taktyczne: lubaczowski, rawski (1), sokalski (3), złoczowski, lwowski (5) i chełmski.
Po wstępnym wyznaczeniu granicy polsko-radzieckiej na przełomie 1944 i 1945, zachodnie części okręgów Chełmskiego, Rawskiego i Lwowskiego zostały nią odcięte. W związku z tym wprowadzono nowy podział Okręgu na 5 odcinków taktycznych:
- 11 Złoczowski „Plisnyśko”
- 12 Sokalski „Kłymiw”
- 13 Lwowski „Roztoczja”
- 14 Horodocki „Asfalt”
- 15 Rohatyński „Jastrub”

Pozostałe w Polsce części okręgów zostały przyłączone do VI Okręgu Wojskowego UPA „Sian”.

## Jednostki

### W maju 1944
W maju 1944 na terenie Okręgu działały:
- w okręgu lwowskim:
  - kureń „Łewy” (dowódca „Wilcha”) w składzie trzech sotni – „Łewy I” (dowódca „Sanczo”), „Łewy II” (dowódca Serhij Martyniuk „Hrab”), „Łewy III” (dowódca „Hołub”)
  - kureń „Perejasławy” (dowódca Łew Iłewyć „Łew”) – rejon Jaworowa[1]
  - „Czorna sotnia” (dowódca „Pisnia”)
- w okręgu złoczowskim:
  - kureń „Drużynnyky” (dowódca „Szuhaj”) w składzie trzech sotni – „Drużynnyky I” (dowódca Tyhr”), „Drużynnyky II” (dowódca „Iwanko”), „Drużynnyky III” (dowódca „Małynowyj”)
  - sotnia (dowódca „Nenasyteć”)
  - sotnia (dowódca „Piskowyj”)
- w okręgu sokalskim:
  - sotnia „Wedmid” (dowódca „Oreł”)
  - sotnia im. Hałajdy (dowódca „Dowbusz”)
  - sotnia (dowódca „Hromowyj”)
  - sotnia „Koczowyky” (dowódca Nedołuhyj”)
  - sotnia „Komari” (dowódca „Moneta”)
  - sotnia „Perebyjnis” (dowódca „Łys”)
  - sotnia „Perekotypole” (dowódca „Hamalija”)
  - sotnia „Tyhry” (dowódca „Korsak”)
- w okręgu rawskim:
  - sotnia „Hałajda” (dowódca Dmytro Pełyp „Em”)
  - sotnia „Zawojownyky” (dowódca „Marnyj”)
  - sotnia „Junaky” (dowódca „Morozenko”)
  - sotnia (dowódca „Korduba”)
  - sotnia Mesnyky” (dowódca Iwan Szpontak „Zalizniak”)
  - sotnia „Prołom” (dowódca „Brodiaha”)
- w okręgu chełmskim:
  - sotnia „Wowky” (dowódca Marijan Łukaszewycz „Jahoda”)

Oprócz wymienionych oddziałów na terenie WO „Buh” działały oddziały z innych Okręgów Wojskowych:
- sotnia „Spartany” (dowódca „Biłyj”) z WO „Baszta"
- sotnia „Siromanci” (dowódca „Jastrub”) z WO „Łysonia"
- sotnia „Sadok” (dowódca „Konaszewycz”) z kurenia „Naliwajki” z UPA-Południe
- kureń (dowódca „Ostriżskyj”) z UPA-Północ, w składzie trzech sotni, dowodzonych przez „Tkacza”, „Uzbeka” i Chomę"

### W listopadzie 1944
W listopadzie 1944 na terenie okręgu działały:
- w lubaczowskim Odcinku Taktycznym (TW):
  - kureń „Mesnyky” (dowódca „Zalizniak”) w składzie dwóch sotni – „Mesnyky I” (dowódca „Szum”) i „Mesnyky II” (dowódca „Metełyk”)
- w rawskim TW:
  - kureń „Hałajda” (dowódca „Łys”) w składzie trzech sotni – „Hałajda I” (dowódca „Peremoha”), „Hałajda II” (dowódca „Kulisz”) i „Koczowyky” (dowódca „Szumśkyj”)
- w sokalskim TW:
  - sotnia Komari” (dowódca „Moneta”)
  - kureń (dowódca „Łetun”) w składzie dwóch sotni – „Perebyjnis” (dowódca „Doroszenko”) i „Prołom” (dowódca „Czeremosz”)
- w złoczowskim TW:
  - kureń „Drużynnyky” (dowódca „Szuhaj”) w składzie trzech sotni – „Drużynnyky I” (dowódca „Swoboda”), „Drużynnyky II” (dowódca „Owerko”) i „Drużynnyky III” (dowódca „Małynowyj”)
  - kureń „Romanowyczi” (dowódca Tkaczenko”) w składzie dwóch sotni – „Romanowyczi I” (dowódca „Łapajduch”) i „Romanowyczi II” (dowódca „Opoka”)
  - sotnia (dowódca „Doneć”)
  - sotnia (dowódca „Koczowyk”)
- w lwowskim TW:
  - sotnia „Perejasławy” (dowódca „Petrenko”)
  - kureń „Chołodnojarcy” (dowódca „Hrad”) w składzie trzech sotni – „Chołodnojarcy I” (dowódca „Hłuchyj”), „Chołodnojarcy II” (dowódca „Hriznyj”), „Chołodnojarcy III” (dowódca „Sakra”)
  - kureń „Żubry” (dowódca „Tyhr”) w składzie dwóch sotni – „Żubry I” (dowódca „Dyr”) i „Żubry II” (dowódca „Hromowyj”)
- w chełmskim TW:
  - kureń „Wowky” (dowódca „Jahoda”) w składzie dwóch sotni – „Wowky I” (dowódca „Jastrub”) i „Wowky II” (dowódca „Karpo”)

### W czerwcu 1945
W czerwcu 1945 na terenie Okręgu działały:
- w TW „Plisnyśko”:
  - kureń „Drużynnyky” (dowódca „Szuhaj”) w składzie trzech sotni – „Drużynnyky” (dowódca „Swoboda”), „Wytiazi” (dowódca „Owerko”) i „Nepoborni” (dowódca „Małynowyj”)
- w TW „Kłymiw”:
  - sotnia „Hałajda I” (dowódca „Peremoha”)
  - sotnia „Hałajda II” (dowódca „Kulisz”)
  - sotnia „Koczowyky” (dowódca „Sztyl”)
  - sotnia „Perebyjnis” (dowódca „Szumśkyj”)
  - sotnia „Prołom” (dowódca „Czernyk”)
  - sotnia „Tyhry” (dowódca „Łys”)
- w TW „Roztoczczja”:
  - kureń „Perejasławy” (dowódca „Sjan”) w składzie trzech sotni – „Perejasławy I” (dowódca „Bryl”), „Perejasławy II” (dowódca „Petrenko”), „Perejasławy III” (dowódca „Smyrnyj”)
  - kureń „Chołodnojarcy” (dowódca „Hrad”) w składzie trzech sotni – „Chołodnojarcy I” (dowódca „Kobzarenko”), „Chołodnojarcy II” (dowódca „Hłuchyj”), „Chołodnojarcy III” (dowódca „Hriznyj”)
  - sotnia „Żubry” (dowódca „Strybożycz”)
- w TW „Jastrub”:
  - kureń „Żubry” (dowódca „Krutiż”) w składzie trzech sotni – „Żubry I” (dowódca „Dyr”), „Żubry II” (dowódca „Hajduk”), „Żubry III” (dowódca „Łys”)